# サクユリ
サクユリ（作百合、Lilium auratum var. platyphyllum）は、伊豆諸島に自生する伊豆諸島に固有のユリであり、ヤマユリの変種である。伊豆諸島では、源為朝を偲んでタメトモユリとも呼ぶ。世界最大のユリである。

## 特徴
「伊豆半島にも自生する」とする場合もあるが、伊豆半島の個体については、伊豆半島に近い伊豆大島のサクユリの花粉がヤマユリに影響した、サクユリに形質の似たヤマユリであるとの見方もある。同様に伊豆大島の自生地では、ヤマユリに形質の似たサクユリが観察されるが、これをヤマユリとする見方も存在する。
草丈、花径とも世界最大のユリで、花期は７月、草丈2m、花径30cmにもなる。ヤマユリに似るが、葉は幅が広く厚く、花は大形で、芳香も強い。花被に褐色斑点が殆ど無いこともヤマユリとの大きな差であるが、伊豆諸島最北端の伊豆大島の自生地では、伊豆半島のヤマユリの花粉の影響を受けたと思われる、斑点のあるサクユリも観察される。
伊豆諸島利島ではサクユリの優良系統を選抜した品種‘シントシマ’が産業振興に栽培され、球根の販売のほか、球根の澱粉を用いて生産した焼酎の販売も行われている。また、サクユリはカサブランカなどのオリエンタル系ユリの交配親として重要な遺伝資源になっている。
青ヶ島では、村の花に指定されている。